# Jeholodentidae
Jeholodentidae es una familia de triconodontos que vivió hace unos 125 millones de años en lo que ahora es China.  Actualmente hay dos géneros asignados a esta familia, Yanoconodon y Jeholodens; se trata de pequeños insectívoros, con apariencia similar a los actuales coatíes y mapaches producto de la evolución convergente.